# ハウス・オブ・フラワーズ
『ハウス・オブ・フラワーズ』 (スペイン語: La Casa de las Flores)は、マノロ・カーロによって制作されたメキシコのTVドラマシリーズ。2018年から2020年にNetflixで配信された。 
生花店を経営する上流階級の家族が、とある事件をきっかけに次々と秘密が暴露され崩壊するさまを描いたブラック・コメディドラマ。
2018年から2020年にかけて、全3シーズンと番外編1話の計34話が配信された。

## キャスト

### デ・ラ・モーラ家
- ビルヒニア：成人した娘2人と息子の母親。生花店『ハウス・オブ・フラワーズ』のオーナー。保守的。（演：ヴェロニカ・カストロ）
- パウリーナ：長女。10代の息子がいる。ビジネスと家族、両方の秘密を抱えている。おっとりと喋る。（演：セシリア・スアレス）
- エレーナ：次女。ドミニクとの婚約を知らせるため、ニューヨークから帰国した。家政婦のデリアと仲が良い。（演：アイリーン・ダルベス）
- フリアン：長男で末っ子。彼女ルシアと彼氏ディエゴの両方と愛を交わす。職についていない。（演：ダリオ・ヤズベック・ベルナル）
- エルネスト：ビルヒニアの夫で3姉弟の父。愛人と隠し子の存在を妻に長年隠していた。（演：アルツォ・リオス）

- ディエゴ：一家の財務アドバイザーで、フリアンの秘密の恋人。同性愛者。（演：ユアン・パブロ・メディナ）
- デリア：一家を見守るふくよかな家政婦。彼らと秘密を共有する。（演：ノーマ・アンジェリカ）
- ブルーノ：パウリーナの息子。生意気ざかりで、隠し子のミカエラと仲が良い。（演：ルイス・デ・ラ・ロサ）

### サンチェス家
- ロベルタ：エルネストの長年の愛人。自殺した。ミカエラとクラウディオの母親。物語のナレーション。（演：クラウディット・マリー）
- ミカエラ：エルネストとロベルタの間に生まれた隠し子の少女。子供ながらにカンが鋭い。（演：アレクサ・デ・ランダ）
- クラウディオ：ロベルタの成人した息子。エルネストとの血の繋がりはない。次女のエレーナに近づく。（演：ルーカス・バラクレス）

### その他
- Dr.コーエン：ビルヒニアの旧友の児童心理学者。靴下を使ったパペット療法が得意。（演：デビッド・オストロスキー）
- ルシア：フリアンのガールフレンド。高圧的で、彼を身体で繋ぎ止めようとする。（演：シェリル・ルビオ）
- ドミニク：エレーナの婚約者でアフリカ系アメリカ人。人が良く、エレーナを愛している。（演：サワンディ・ウィルソン）
- ホセ・マリア：パウリーナの元夫でブルーノの父親。離婚後とある理由で生活が一変。敏腕弁護士。（演：パコ・レオン）
- カルメラ：噂話が好きなビルヒニアの友人。隣に住んでいる。（演：ベロニカ・レンジャー）
- ポンチョ ：フリアンがサウナで知り合った男性ストリッパー。（演：リヴィング・ペーナ）
- ウィリー：フリアンとディエゴが知り合う魅力的な男性。（演：フェデリコ・エスペロ）
- フェデリコ：ビルヒニアの友人の息子で大麻の売人。（演：アレクシス・オルテガ）
- アナ：ハウス・オブ・フラワーズを狙う盲目の女性。（演：ナターシャ・デュペイロン）
- パコ：アナの弟。盲目のアナにいつも付き添っている。（演：ジョーズ・パウル）
- マーラ：ウェディングプランナー。フリアンに近づく。（演：ソフィア・シスネーガ）
- ラロ：男性ストリッパーの1人。（演：フェリペ・フローレス）
- アンジェリカ（演：エリザベス・ガンディー）

## あらすじ
すでに崩壊寸前だったデ・ラ・モーラ一家は、父親エルネストの長年の愛人の自殺によって混乱に陥る。この事件によって、エルネストにもう1人隠された娘がいたことが発覚し驚く妻ビルヒニア、2人の娘パウリーナとエレーナ、息子のフリアンだったが、それは今後家族に解き明かされる一連の秘密のほんの1つめに過ぎなかった。華々しい50周年パーティーを控えながらも倒産寸前の生花店『ハウス・オブ・フラワーズ』を立て直すために必死で奔走する家族達は、やがてそれぞれが抱える秘密に対峙せざるを得なくなり、もがくほど混沌の渦に巻き込まれていくのであった。
このドラマは、カジュアルな人種差別やゲイフォビアなど、メキシコの人々の文化的特異点を探る内容となっている。

## エピソード
タイトルはそれぞれ花の名前と花言葉になっている。あらすじは公式ページに加筆修正を加えたもの。

### シーズン1
| 通算 話数 | タイトル               | 監督           | 脚本                                                     | 公開日        |
| --- | ---------------------- | -------------- | -------------------------------------------------------- | ------------- |
| 1 | "スイセン：ウソ"       | マノロ・カーロ | マノロ・カーロ                                           | 2018年8月10日 |
| デ・ラ・モーラ家は盛大なパーティーを開いて父エルネストの誕生日を祝う。だが、父の愛人はその特別な日に、全く別のドス黒い計画を企んでいた。              |                        |                |                                                          |               |
| 2 | "キク：苦痛"           | マノロ・カーロ | ガブリエル・ナンショ                                     | 2018年8月10日 |
| ロベルタからの手紙を読むビルヒニア。パウリーナは母達から本当の葬儀を隠すのに一苦労し、エルネストは一番下のまだ幼い娘・ミカエラに真実を伝える。        |                        |                |                                                          |               |
| 3 | "ユリ：自由"           | マノロ・カーロ | モニカ・レヴィッラ                                       | 2018年8月10日 |
| ロベルタの行動に刺激されたフリアンは、家族の前で自分に関する重要な発表をする。だが、聞く耳を全く持たないのは、母ビルヒニアと彼女のルシアだった。      |                        |                |                                                          |               |
| 4 | "ペチュニア：憤慨"     | マノロ・カーロ | マーラ・ベガス                                           | 2018年8月10日 |
| デリアはエレーナに、もう1つ家族の秘密を明かす。ビルヒニアとフリアンはそれぞれに偶然の出会いを通じて、金銭的なピンチを逃れるためのアイデアを思いつく。 |                        |                |                                                          |               |
| 5 | "ダリア：感謝"         | マノロ・カーロ | ガブリエル・ナンショ                                     | 2018年8月10日 |
| 大切な顧客の成人祝いに使う難しい花の注文を受けたエレーナはクラウディオに助けを求めるが、パウリーナが邪魔をする。DNA鑑定の結果は…。                    |                        |                |                                                          |               |
| 6 | "マグノリア：威厳"     | マノロ・カーロ | モニカ・レヴィッラ                                       | 2018年8月10日 |
| 何年かぶりに元夫と顔を合わせるパウリーナ。キャバレーを救うはずの男性ストリッパーたちは、ドラァグクイーンたちと衝突。驚きの発見をするエレーナ。        |                        |                |                                                          |               |
| 7 | "シャクヤク：恥"       | マノロ・カーロ | マノロ・カーロ                                           | 2018年8月10日 |
| どうしても欲しいものがあるルシアは、フリアンに何度も繰り返し要求した上で最後通告をする。パウリーナはDr.コーエンの元を訪れ、重要な質問をする。         |                        |                |                                                          |               |
| 8 | "ブロメリア：抵抗"     | マノロ・カーロ | マーラ・ベガス                                           | 2018年8月10日 |
| エルネストはビルヒニアにハッパをかけ、母の強さと復讐の重要さを再認識させる。またたく間に有名になってしまったフリアンは、それに対処しようとする。      |                        |                |                                                          |               |
| 9 | "チューリップ：希望"   | マノロ・カーロ | ガブリエル・ナンショ                                     | 2018年8月10日 |
| ライバルの生花店から一家に寛大な申し出がある。エレーナはカルメラを黙らせる奥の手を思いつく。パウリーナは母にDr.コーエンのことを問いただす。           |                        |                |                                                          |               |
| 10 | "フキタンポポ：不安"   | マノロ・カーロ | モニカ・レヴィッラ, マーラ・ベガス, ガブリエル・ナンショ | 2018年8月10日 |
| ビルヒニアの副業が縄張りを侵したことで大問題になる。その直後、ブルーノとミカエラがいないことが発覚し、一家は最悪の状況を想像してパニックになる。      |                        |                |                                                          |               |
| 11 | "ラン：情欲"           | マノロ・カーロ | モニカ・レヴィッラ                                       | 2018年8月10日 |
| ドミニクの予期できない行動に驚かされるエレーナ。マリア・ホセはブルーノにマドリードの件を告げ、ある物を見つけたディエゴはフリアンを疑う。              |                        |                |                                                          |               |
| 12 | "ハタザオガラシ：逆境" | マノロ・カーロ | マーラ・ベガス                                           | 2018年8月10日 |
| エルネスト釈放計画がうまくいかず困ったパウリーナは、人の問題を解決せずにはいられない自分についてDr.コーエンに相談する。衝撃の裏切り行為が発覚する。   |                        |                |                                                          |               |
| 13 | "ポピー：復活"         | マノロ・カーロ | マノロ・カーロ                                           | 2018年8月10日 |
| 様々な障害を乗り越えてようやく生花店の50周年記念パーティーにこぎつけたデ・ラ・モーラ家。ビルヒニアは会場で店の後継者を公式に発表するが…。             |                        |                |                                                          |               |

### シーズン2
| 通算 話数 | タイトル           | 監督  | 脚本 | 公開日         |
| --- | ------------------ | ----- | ---- | -------------- |
| 1 | "バラ：団結"       | TBA   | TBA  | 2019年10月18日 |
| 母の死を悲しみ、ディエゴへの復讐を誓うパウリーナがメキシコに帰郷。一方フリアンは昔の恋人に再会し、知られざる事実が明らかに。                 |                    |       |      |                |
| 2 | "アヤメ：信条"     | TBA   | TBA  | 2019年10月18日 |
| 生花店とキャバレーを買い戻そうと立ち上がるパウリーナの前に困難が立ちはだかる。和解を望むディエゴは償いを申し出、エレーナは仕事の過ちを告白。 |                    |       |      |                |
| 3 | "ハス：神秘"       | TBA   | TBA  | 2019年10月18日 |
| 新しい仕事を家族に隠そうとするエレーナ。パウリーナは踊り子たちをキャバレーに呼び戻そうと奔走。エルネストは教団の創立者ジェニーに会う。       |                    |       |      |                |
| 4 | "アーモンド：覚醒" | TBA   | TBA  | 2019年10月18日 |
| スペインから戻ったマリア・ホセはパウリーナと衝突。そんな中、ブルーノがミカエラのオーディションに付き添い、フリアンは心を決める。             |                    |       |      |                |
| 5 | "アカシア：秘密"   | TBA   | TBA  | 2019年10月18日 |
| 母の写真に写っていた謎の男の正体を突き止めようとする姉弟たち。一方エルネストは、カカスを教団に入信させようと説得。                           |                    |       |      |                |
| 6 | "チョウジ：移気"   | TBAの | TBA  | 2019年10月18日 |
| ジェニーと教団員たちがデラモーラ家に押し寄せ、そこらじゅうで瞑想。パウリーナはアレホにディエゴへの復讐心を吐露。エレーナは恋心に気づく。     |                    |       |      |                |
| 7 | "ゼラニウム：沈思" | TBA   | TBA  | 2019年10月18日 |
| 秘密を隠してフリアンを利用し続けるルシアにディエゴが詰め寄る。エルネストは嫉妬のあまり暴走。アレホと出かけたパウリーナは誘惑に駆られる。     |                    |       |      |                |
| 8 | "ヘリコニア：豊潤" | TBA   | TBA  | 2019年10月18日 |
| ディエゴはフリアンとの未来のため、エレーナに個人的な頼み事をする。パウリーナはアレホと深い仲に。”タレント・メキシコ”の決勝進出者が決定。     |                    |       |      |                |
| 9 | "パンジー：追憶"   | TBA   | TBA  | 2019年10月18日 |
| ついに弁護士によりビルヒニアの遺言が読み上げられ、家族は事実を知ることになる。パウリーナは自らの行いを悔い、思い切った行動に出る。           |                    |       |      |                |

### ビルヒニアの葬儀
したたかで強烈な個性の持ち主だった母ビルヒニア。そんな彼女だから、その葬儀も忘れられないとんでもない1日に。（配信：2019年11月1日）

## プロダクション
ハウス・オブ・フラワーズは2017年1月に制作が発表された。 シリーズのプレスリリースは2017年7月24にスタート。 ラテンアメリカで撮影されているNetflixのプロジェクトの1つで、マノロ・カーロが制作・監督を担当している。
本作で主演・ビルヒニア役を演じたヴェロニカ・カストロは、2018年8月に『（ビルヒニアの）キャラクターとしての旅（役目）は終わった』と感じ、第2シーズン以降に彼女が登場しないことを示唆した。制作のマノロ・カーロは1週間後にその申し出を承諾し『彼女の退場は残念だが、前から予想されていたので既存の脚本は変えていない。新シーズンはデ・ラ・モーラ家の子供たちに焦点を当て、よりクレイジーで楽しいものになるだろう』と表明している。
2019年1月の段階では、第2シーズンの配信開始は2019年10月頃と予定されている。
エレーナ役のアイリーン・ダルベスは、2019年4月29日、この作品のシーズン2の撮影が全て終了したことを自身のInstagramで発信した。いくつかのシーンはスペインで撮影されたことがわかっており、スペインを旅するシーンがあるのではないかと予想されている。
原案・脚本・監督として総括するマノロ・カーロは、2019年5月にNetflixと数年間の独占契約を締結したと発表。新しくいくつかの作品を製作開始した。

## 本国での評価
Decider.com ライターのケイラ・コブは、このドラマを”メキシコ版・デスパレートな妻たち”と称賛した。 また、Refinery29とPopSugarの2誌からも高評価を受けている。
長女パウリーナ役を演じるセシリア・スアレスは、彼女のパフォーマンスを繰り返し称賛されている。

### 受賞歴
2019年のプラチノ賞・TVシリーズ部門にノミネートされている。
また、セシリア・スアレスが同賞のTVシリーズ最優秀女優賞を受賞した。

## 配信
シリーズの予告編は2018年6月12日にリリース。 2018年8月10日から、Netflixでシーズン1・全13エピソードが配信され、日本でも視聴できる。
2019年にはシーズン2が、2020年にはシーズン3がそれぞれ制作・配信されることが発表済みである。

## トリビア
- 母・ビルヒニア役のヴェロニカ・カストロは80年代から90年代にかけて一世を風靡したメキシコの有名歌手で、司会者としても活動していた。
- 長男・フリアン役のダリオ・ヤズベック・ベルナルは日本でも知られる俳優のガエル・ガルシア・ベルナルの11歳年下の実の弟。自身のinstagramで、ゴジラの画像やプライベートで来日し富士山登頂した時の写真を投稿している。